# Robert Rybicki
Robert Rybicki (ur. 1976 w Rybniku) – poeta i pedagog-happener.

## Życiorys
Był redaktorem pisma artystycznego „Plama” w Rybniku i redaktorem polskiego tygodnika „Nowy Czas” w Londynie. Studiował prawo i polonistykę w Uniwersytecie Śląskim w Katowicach. Był współzałożycielem, a od 2016 prezydentem Krakowskiej Szkoły Poetyckiej im. Aleksandra Fredry.

## Twórczość
- Kod genetyczny, Rybnik 2000.
- Epifanie i katatonie, Mikołów: Instytut Mikołowski, 2003, ISBN 83-912067-9-3, OCLC 749174687. Brak numerów stron w książce.
- Motta robali, Mikołów: Instytut Mikołowski, 2005, ISBN 83-919112-4-1, OCLC 749522002. Brak numerów stron w książce.
- Stos gitar, Warszawa: Staromiejski Dom Kultury, 2009, ISBN 83-89492-42-3, OCLC 751200774. Brak numerów stron w książce.
- Gram, mózgu, WBPiCAK, Poznań 2010.
- Masakra kalaczakra, WBPiCAK, 2011.
- Dar Meneli, Biuro Literackie, Stronie Śląskie 2017.
- Podręcznik naukowy dla onironautów 1998-2018, Biuro Literackie, Stronie Śląskie 2018.
- Pogo głosek, Biuro Literackie, Stronie Śląskie 2019.
- blask glac, papierwdole, Ligota Mała 2021, ISBN 978-83-961869-3-5.
- myśl śliną, Ha!art, Kraków 2022, ISBN 978-83-66571-73-0.
- Kotlet frazy, WBPiCAK, Poznań 2024, ISBN 978-83-67433-33-4.

### W przekładach
- Gram mozku (czes.), tłum. Petr Motýl, Malvern, Praha 2021, ISBN 978-80-7530-299-1.
- The squatter's gift (ang.), tłum. Mark Tardi, Dalkey Archive Press, Dallas 2021, ISBN 978-1-62897-373-0.

## Nagrody
Laureat III edycji  Górnośląskiej Nagrody Literackiej „Juliusz” 2018 za zbiór Dar Meneli.